# Mauvais Genres
Pour l’article ayant un titre homophone, voir Mauvais Genre.
Ne doit pas être confondu avec Mauvais Genre (bande dessinée).
Pour plus de détails, voir Fiche technique et Distribution.
Mauvais Genres est un film franco-belge réalisé par Francis Girod sorti en 2001.

## Synopsis
À Bruxelles, le commissaire Huysmans enquête sur un tueur en série qui s'en prend aux prostituées et aux travestis.

## Fiche technique
- Réalisation : Francis Girod
- Scénario et dialogues : Philippe Cougrand, Francis Girod d'après le roman Transfixions de Brigitte Aubert
- Pays d'origine :  France /  Belgique
- Genre : comédie dramatique
- Durée : 105 minutes
- Dates de sortie : 
  -  France : 8 août 2001

## Distribution
- Richard Bohringer : le commissaire Huysmans
- Robinson Stévenin : Bo
- Stéphane Metzger : Johnny
- William Nadylam : Maëva
- Frédéric Pellegeay : Alex
- Ginette Garcin : Louisette Vincent
- Stéphane De Groodt : Pryzuski
- Charlie Dupont : Courtois
- Gaëtan Wenders : l'infirmier
- Veronica Novak : Elvire
- Micheline Presle : Violette Ancelin
- Marcel Dossogne : le professeur Ancelin
- Thibaut Corrion : Marlène
- Cathy Boquet : Charlotte
- Élie Lison : Antoine
- Arnaud Barral : Gavroche (Le badaud passant devant l'hôtel)